# Gyros (geslacht)
Gyros is een geslacht van vlinders van de familie grasmotten (Crambidae), uit de onderfamilie Odontiinae.

## Soorten
- G. atripennalis Barnes & McDunnough, 1914
- G. muiri Edwards, 1881
- G. powelli Munroe, 1959